# Смартфоны Huawei
Смартфоны китайская компания Huawei производит с 2009 года.
Являлась (по состоянию на первый квартал 2019 года) вторым по величине производителем смартфонов в мире после Samsung.

## История
В июле 2003 года Huawei открыла свой отдел мобильных телефонов, а к 2004 году Huawei выпустила свой первый телефон C300. 
U626 был первым 3G-телефоном Huawei в июне 2005 года, а в 2006 году Huawei выпустила первый 3G-телефон марки Vodafone — V710. 
Первым Android-смартфоном Huawei стал U8220, был представлен на MWC 2009. 
На выставке CES 2012 Huawei представила линейку Ascend, начиная с Ascend P1 S. 
На MWC 2012 Huawei представила Ascend D1. В сентябре 2012 года Huawei выпустила свой первый телефон с поддержкой 4G — Ascend P1 LTE. На выставке CES 2013 Huawei представила Ascend D2 и Ascend Mate. На MWC 2013 Ascend P2 был представлен как первый в мире смартфон LTE Cat4. В июне 2013 года Huawei представила Ascend P6. 
В декабре 2013 года Huawei представила Honor в качестве дочернего независимого бренда в Китае. 
На выставке CES-2014 Huawei представила Ascend Mate2 4G, а на MWC-2014 Huawei представила планшет MediaPad X1 и смартфон Ascend G6 4G. Другие, выпущенные в 2014 году, включали Ascend P7 в мае 2014 года, Ascend Mate7, Ascend G7 и Ascend P7 Sapphire Edition в качестве первого в Китае смартфона 4G с сапфировым экраном.
В 2015 году Huawei стала третьим по величине производителем смартфонов в мире. 
По итогам первого квартала 2017 года компания также занимала третье место на рынке — объём поставок составил 34,2 млн смартфонов, что соответствует доле в 6,1 %.
Во втором квартале 2018 года компания Huawei обошла Apple, став вторым по величине производителем смартфонов в мире.
30 апреля 2019 года международная аналитическая компания IDC опубликовала статистические данные по мировым продажам смартфонов (количество проданных устройств) за первый квартал 2019 года. Huawei потеснила Apple и поднялась на второе место по продажам в этом сегменте, заняв 19,1 % мирового рынка смартфонов. На первом месте по-прежнему Samsung c 23,1 %, Apple c 11,7 % — на третьем. 
В абсолютных цифрах продажи Huawei в первом квартале 2019 года выросли на 50,3 % по сравнению с показателями первого квартала 2018 года — с 39,3 млн штук до 59,1 млн штук. За это же время продажи лидера (Samsung) упали на 8,1 % (с 78,2 до 71,9 млн штук), а объёмы продаж Apple рухнули практически на треть — 30,2 % (с 52,2 до 36,4 млн штук).
В июле 2019 года компания представила первый смартфон с поддержкой связи 5G; модель смартфона получила название HUAWEI Mate 20 X.
Осенью 2019 года из-за санкций со стороны США компания Google не могла предоставлять Huawei свои сервисы (т. е. Gmail, Google Play и т. д.), при этом сам Android на смартфонах работал. Очень сильным ударом по Huawei было полное удаление Google Play, вследствие чего нельзя было устанавливать приложения, но компания быстро перешла на свой собственный сервис AppGallery.
15 ноября 2019 года в продажу поступил сгибающийся смартфон Huawei Mate X, который стал одним из самых дорогих серийных смартфонов — 2400 долл. за младшую версию на базе процессора Kirin 980.

### в России
В июне 2018 года Huawei стала лидером по интернет-продажам смартфонов в России, обойдя Samsung и Apple.

## Серия Nova
Huawei Nova

## Серия G
Huawei G7 Plus/G8 G9 Plus (см. Huawei G8),  G9 Plus (9 lite), GT3

### Серия GR
GR3 (2017),  GR5

## Серия T
T156, T158, T161L, T201, T208, T211, T261L, T300 

## Серия U
U120, U121, U1000, U1100, U1270, U1250, U1310, 
U2801, 
U3300, 
U7310, U7510, T-Mobile Tap (U7519), 
U8100, U8110, IDEOS U8150, T-Mobile Pulse (U8220), U8230, U8800, 
U9130 Compass, U9150

## Серия Y
Y3 (also known as Y360), 
Y5 (Y560) 
Y6 (в КНР известен как Honor 4A) / Y6 Pro,
и пр.

## Серия Enjoy
Huawei Enjoy — серия телефонов, продаваемых исключительно в Китае. Серия Enjoy фактически включает в себя множество разных телефонов из других серий телефонов Huawei, в первую очередь из серии Huawei Y, однако в ней также есть телефоны суббренда Honor и серии P. Телефоны серии Enjoy полностью идентичны телефонам, которые они отражают в других сериях, с той лишь разницей, что отличается программное обеспечение (китайская прошивка) и брендинг.
- Enjoy 5 / Enjoy 5s
- Enjoy 6 / Enjoy 6s (также Honor 6C, Nova Smart)
- Enjoy 7 Plus
- Enjoy 8 / Enjoy 8 Plus
- Enjoy 9 / Enjoy 9 Plus

и пр.

## Серия Mate
см. Huawei Mate series
Серия Mate  (ранее Huawei Ascend Mate) — линейка высокопроизводительных фаблет-смартфонов под Андроид, является одним из флагманских смартфонов наряду с серией P. С 2016 года Huawei сотрудничает с немецким производителем Leica, чьи объективы впоследствии использовались в серии Mate.
- Huawei Ascend Mate (2013)
- Huawei Ascend Mate 2 4G (2014)
- Huawei Ascend Mate 7
- Huawei Mate S (2015) / Huawei Mate SE (2017)
- Huawei Mate 8 (2015)
- Huawei Mate 9 (2016)
- Huawei Mate 10 (2017) / Huawei Mate 10 Pro (2017)
- Huawei Mate 20 (2018) / Huawei Mate 20 Pro (2018)
- Huawei Mate X[англ.] (2018)
- Huawei Mate 30 (2019)
- Huawei Mate 40[англ.] (2020)
- Huawei Mate 50[англ.] Pro (2022)[7]

## Серия Ascend
Серии:
- Ascend D: Huawei Ascend D Quad XL, Huawei Ascend D1 (2012), Huawei Ascend D1 Quad (2012), Huawei Ascend D2 (2013, discontinued), Huawei Ascend D3 (Mate 3) (2014)
- Ascend G
- Ascend Mate / Mate
- Ascend P / P
- Ascend Q
- Ascend W
- Ascend X
- Ascend Y:  Huawei Ascend Y320
- Ascend GX: Huawei Ascend GX (2014), Huawei Ascend GX-2, Huawei Ascend GX-3, Huawei Ascend GX-4,    Huawei Ascend GX-5, Huawei Ascend GX-6, Huawei Ascend GX-7,    Huawei Ascend GX-8, Huawei Ascend GX-9.

## Серия P (Pura)
| 2012 | Huawei Ascend P1            |
| 2012 | Huawei Ascend P1 S          |
| 2012 | Huawei Ascend P1 XL         |
| 2012 | Huawei Ascend P1 LTE        |
| 2013 | Huawei Ascend P2            |
| 2013 | Huawei Ascend P6            |
| 2014 | Huawei Ascend P6 S          |
| 2014 | Huawei Ascend P7 mini       |
| 2014 | Huawei Ascend P7            |
| 2015 | Huawei P8 lite              |
| 2015 | Huawei P8                   |
| 2015 | Huawei P8 Max               |
| 2016 | Huawei P9 lite              |
| 2016 | Huawei P9                   |
| 2016 | Huawei P9 Plus              |
| 2017 | Huawei P8 lite 2017         |
| 2017 | Huawei P9 lite 2017         |
| 2017 | Huawei P10 lite             |
| 2017 | Huawei P10                  |
| 2017 | Huawei P10 Plus             |
| 2017 | Huawei P9 lite mini         |
| 2018 | Huawei P20 lite             |
| 2018 | Huawei P20                  |
| 2018 | Huawei P20 Pro              |
| 2019 | Huawei P30 lite             |
| 2019 | Huawei P30                  |
| 2019 | Huawei P30 Pro              |
| 2019 | Huawei P20 lite 2019        |
| 2020 | Huawei P30 lite New Edition |
| 2020 | Huawei P40 lite             |
| 2020 | Huawei P40 lite 5G          |
| 2020 | Huawei P40 lite E           |
| 2020 | Huawei P40                  |
| 2020 | Huawei P40 Pro              |
| 2020 | Huawei P40 Pro+             |
| 2020 | Huawei P30 Pro New Edition  |
| 2021 | Huawei P40 4G               |
| 2021 | Huawei P50                  |
| 2021 | Huawei P50 Pro              |
| 2021 | Huawei P50 Pocket           |
| 2022 | Huawei P50E                 |
| 2023 | Huawei P60                  |
| 2023 | Huawei P60 Art              |
| 2023 | Huawei P60 Pro              |
| 2024 | Huawei Pura70               |
| 2024 | Huawei Pura70 Pro           |
| 2024 | Huawei Pura70 Pro+          |
| 2024 | Huawei Pura70 Ultra         |
| 2025 | Pura X                      |

см. Huawei P series
P-серия (Photography) — линейка высокопроизводительных Android-смартфонов; ранее продавалась как часть более крупного бренда Huawei Ascend, с 2024 года — Huawei Pura.
- Ascend P1[англ.]
- Ascend P2[англ.]
- Ascend P6[англ.]
- Ascend P7[англ.]

- Huawei P8: P8 lite, P8 и P8 Max
- Huawei P9: P9 Lite, P9 и P9 Plus;
- Huawei P10: P10 lite, P10 и P10 Plus;
- Huawei P20: P20 lite, P20 и P20 Pro;
- Huawei P30: P30 lite, P30 и P30 Pro;
- Huawei P40: P40 lite, P40 lite 5G, P40, P40 Pro и P40 Pro+
- Huawei P50: P50, P50 Pro, P50 +
- Huawei P60: P60, P60 Pro, P60 Art
- Huawei Pura 70
- Pura X

## Прочие
Huawei G6600 Passport (2010, QWERTY-клавиатура), 
G Play Mini (2015, от Honor; Android 6), 
Glory Play 4X (2014, серия Huawei Honor X series; Android 4.4), 
M835, 
Premia Sonic, 
STREAM X GL07S,  
Nexus 6P.

## Операционные системы
Ранее все смартфоны работали под ОС Андроид.
- EMUI (Emotion UI) — оболочка Android, разработанная компанией Huawei для своих смартфонов с сенсорными экранами. По мнению создателей, должна сочетать простоту и удобство использования гаджетов Huawei. Первый показ Emotion UI состоялся на выставке бытовой электроники IFA 2012.

9 августа 2019 года Huawei представила собственную операционную систему Harmony OS, известную в Китае под названием Hongmeng OS.